# Bram Tchaikovsky
Bram Tchaikovsky, geboren als Peter Bramall, (Lincolnshire, 10 november 1950) is een Britse zanger en gitarist.

## Carrière
Tchaikovsky speelde vanaf de late jaren 1960 in plaatselijke bands in zijn geboortestad Lincolnshire. In 1977 was hij een van de oprichters van The Motors. Hij speelde op de beide eerste albums van de band, die zich beide konden plaatsen in de Britse albumhitlijst en meerdere hitsingles leverden. De geschiedenis van The Motors werd bepaald door de beide songwriters Andy McMaster en Nick Garvey. Ontevreden met de situatie, nam Tchaikovsky tijdens de productie van het tweede bandalbum de single Sarah Smiles op. Met deze single lukte het hem om een platencontract te tekenen bij het nieuw opgerichte Radar Records en een eigen band onder zijn naam te formeren.
Verdere leden waren Micky Broadbent (basgitaar) en Keither Boyce (drums). Het eerste album Strange Man, Changed Man bevatte naast Sarah Smiles ook het door Ronald Thomas, de bassist van de Heavy Metal Kids, geschreven nummer Girl of My Dreams. Mike Oldfield werkte mee als gastmuzikant, die Tubular Bells speelde. Als single plaatste het nummer zich in 1979 in de Billboard Hot 100 op #37. Het album bereikte in het kielzog van de succesvolle single de 36e plaats in de Billboard 200. In Europa bleef het succes ondertussen weg, alleen in Nederland lukte met Sarah Smiles een waarderingssucces met een 32e plaats.
Tchaikovsky bracht twee verdere albums uit, die weliswaar nog de lagere regionen van de hitlijst bereikten, echter geen verdere hitsingles meer opleverden. Het tweede album The Russians Are Coming werd in de Verenigde Staten uitgebracht onder de naam Pressure. Het uitblijvende succes deed Tchaikovsky besluiten om zich terug te trekken uit de muziekbusiness. In 2018 werden de drie albums van de band heruitgebracht als boxset op cd.

## Discografie

### Singles
- 1978: Sarah Smiles
- 1979: Lullaby of Broadway
- 1979: Girl of My Dreams

### Albums
- 1979: Strange Man, Changed Man
- 1980: Pressure
- 1980: The Russians Are Coming
- 1981: Funland

### NPO Radio 2 Top 2000
| Nummer met noteringen in de NPO Radio 2 Top 2000 | '00  | '01  |
| ------------------------------------------------ | ---- | ---- |
| Sarah Smiles                                     | 1190 | 1154 |

1. ↑  Een vetgedrukt getal geeft de hoogste notering aan.
2. ↑  2000 was het eerste jaar met een notering voor dit nummer.
3. ↑  Deze tabel is bijgewerkt tot en met de laatste editie (2024).

- Library of Congress Control Number: no99013705
- MusicBrainz: c7b017ab-995a-4bb8-b5d1-dc874ef66283
- Virtual International Authority File: 66100618
- WorldCat: E39PBJyCK7grhMkY3RJKGfcQMP